# Rogolji
Rogolji (szerbül: Рогољи), falu Gradiška községben, Bosznia-Hercegovinában, Bosanska krajina területén, a Szerb Köztársaságban. 

## Fekvése
Bosznia-Hercegovina északi részén, Banja Lukától légvonalban 32, közúton 42 km-re északra, községközpontjától légvonalban 8, közúton 13 km-re délre, 96-98 méteres magasságban, a Jurkovica folyótól keletre elterülő Lijevče polje síkságán fekszik. Több, kis településből áll.

## Népessége
| Nemzetiségi csoport | Népesség 1991 | Népesség 2013 |
| ------------------- | ------------- | ------------- |
| Szerb               | 732           | 659           |
| Bosnyák             | 0             | 29            |
| Horvát              | 2             | 1             |
| Jugoszláv           | 3             | 0             |
| Egyéb               | 4             | 1             |
| Összesen            | 741           | 690           |

## Története
A település északi határában a kora középkorban földvár állt, melynek maradványai mára megsemmisültek.
A település 1878-ig tartozott az Oszmán Birodalomhoz, ekkor a berlini kongresszus határozata alapján az Osztrák-Magyar Monarchia része lett. 1879-ben az első osztrák-magyar népszámlálás során a Berbir községhez tartozó településnek 53 háztartása és 321 ortodox szerb lakosa volt. 1910-ben a Bosanska Gradiškai járáshoz és Rogolje községhez tartozó településen 96 háztartást, 571 ortodox szerb, 14 római katolikus és 2 muszlim lakost találtak. A monarchia szétesésével 1918-ban előbb a Szerb-Horvát-Szlovén Királyság, majd 1929-től a Jugoszláv Királyság része. 1921-ben a községnek 251 háztartása és 1503 lakosa volt. Jugoszlávia megszállása után a település a Független Horvát Állam (NDH) része lett. A falu 1945-től a szocialista Jugoszlávia része volt. A boszniai háború idején a Boszniai Szerb Köztársaság része volt. A daytoni békeszerződést követő területfelosztásnál Bosanska Gradiška község részeként a Szerb Köztársaság területéhez került. 

## Kultúra
- Rogoljiben hagyományosan nyaranta rendezik meg a „Рогољска жетва” (Rogoljei aratás) nevű fesztivált. 2011-ben Milorad Dodik, a Boszniai Szerb Köztársaság elnöke is ellátogatott el erre az eseményre. 2011 májusa óta Rogoljéban kulturális és művészeti egyesület működik.

## Sport
- A faluban az FK Stevan Dukić futballklub működik.

## Nevezetességei
- Berek – kora középkori földvár maradványai. A lelőhely egy a falu északi határában levő mocsaras területen található. A földsáncokkal körülvett, kör alaprajzú vár átmérője 30 méter volt, mára a szántóműlevés következtében teljesen megsemmisült.[4]